# ヘルマン・ネッケ
ヘルマン・ネッケ（Hermann Necke、1850年11月8日 - 1912年2月15日）は、ロマン主義時代のドイツの作曲家。

## 経歴

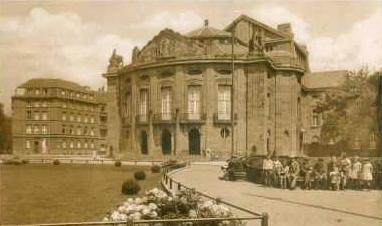
ネッケが楽器演奏者として活躍したデューレン劇場（1918年撮影）、第二次世界大戦中に破壊された。

1850年、ヴィーエ（Wiehe、現：テューリンゲン州キフホイザー郡の町）に生まれる。1877年にデューレン市自衛消防団音楽隊の創立指揮者に就任する。元々同市の音楽の教師であった。元々アマチュアの音楽家ばかりが参加していたが、ネッケの努力もあり次第にプロの音楽家も参加するようになった。地元でも評判になり、この自衛消防団音楽隊は1896年にデューレン市に完全移管された。ネッケもそのままデューレン市の音楽監督に就任して、1911年に退任までこの地位に留まる。
作品番号から見ても、生涯に約300曲近く作曲しており、ソナチネなどの教則本的なピアノ小品を多く残しているが、現在では唯一『クシコス・ポスト』（郵便馬車、チコーシュ・ポスト）の作曲者としてのみ名を知られる。

## 代表作
- クシコス・ポスト - 日本の運動会でおなじみの曲。クリスマスソングとしても演奏される。ネッケの現在聞かれる唯一の曲。
- 吹奏楽のためのギャロップ - ネッケが初めて作曲した曲の1つ。
- ラインラント舞曲 - ネッケが初めて作曲した曲のもう1つ。